# Amila
Amila é uma vila e uma nagar panchayat no distrito de Mau, no estado indiano de Uttar Pradesh.

## Demografia
Segundo o censo de 2001, Amila tinha uma população de 4764 habitantes. Os indivíduos do sexo masculino constituem 51% da população e os do sexo feminino 49%. Amila tem uma taxa de literacia de 66%, superior à média nacional de 59.5%; com 57% para o sexo masculino e 43% para o sexo feminino. 16% da população está abaixo dos 6 anos de idade.